# Glorious (Eddie Izzard)
Glorious är titeln på den Jemenfödda stand up-komikern Eddie Izzards stand up-show från Hammersmith Apollo i London från 1997. Framträdandet släpptes på VHS, DVD och CD. CD-versionen är dock inte inspelad vid samma tillfälle som VHS- och DVD-versionen. Föreställningen täcker ämnen så som belägringen av Troja, Noaks ark, den brittiska kungafamiljen och Jesus födelse.